# Wymysłowo Szlacheckie
Wymysłowo Szlacheckie – osada w Polsce położona w województwie kujawsko-pomorskim, w powiecie mogileńskim, w gminie Mogilno. Miejscowość wchodzi w skład sołectwa Huta Palędzka.
W latach 1975–1998 miejscowość należała administracyjnie do województwa bydgoskiego.